# Saint-André-de-Vézines
Saint-André-de-Vézines (okzitanisch Sant Andrieu) ist eine französische Gemeinde mit 132 Einwohnern (Stand 1. Januar 2022) im Département Aveyron und in der Region Okzitanien (vor 2016 Midi-Pyrénées). Sie gehört zum Kanton Tarn et Causses ium Arrondissement Millau. Die Einwohner werden Saint-Andréains genannt.

## Lage
Saint-André-de-Vézines liegt etwa siebzehn Kilometer ostnordöstlich von Millau. Das Gemeindegebiet gehört zum Regionalen Naturpark Grands Causses. Umgeben wird Saint-André-de-Vézines von den Nachbargemeinden Veyreau im Norden und Osten, Lanuéjols im Osten und Südosten, La Roque-Sainte-Marguerite im Süden und Westen sowie Peyreleau im Nordwesten.

## Einwohnerentwicklung
| 1962                       | 1968 | 1975 | 1982 | 1990 | 1999 | 2006 | 2019 |
| 153                        | 109  | 102  | 120  | 108  | 117  | 124  | 134  |
| -------------------------- | ---- | ---- | ---- | ---- | ---- | ---- | ---- |
| Quellen: Cassini und INSEE |      |      |      |      |      |      |      |

## Sehenswürdigkeiten
- Kirche Saint-André
- Burg, nur noch als Rundturm erhalten

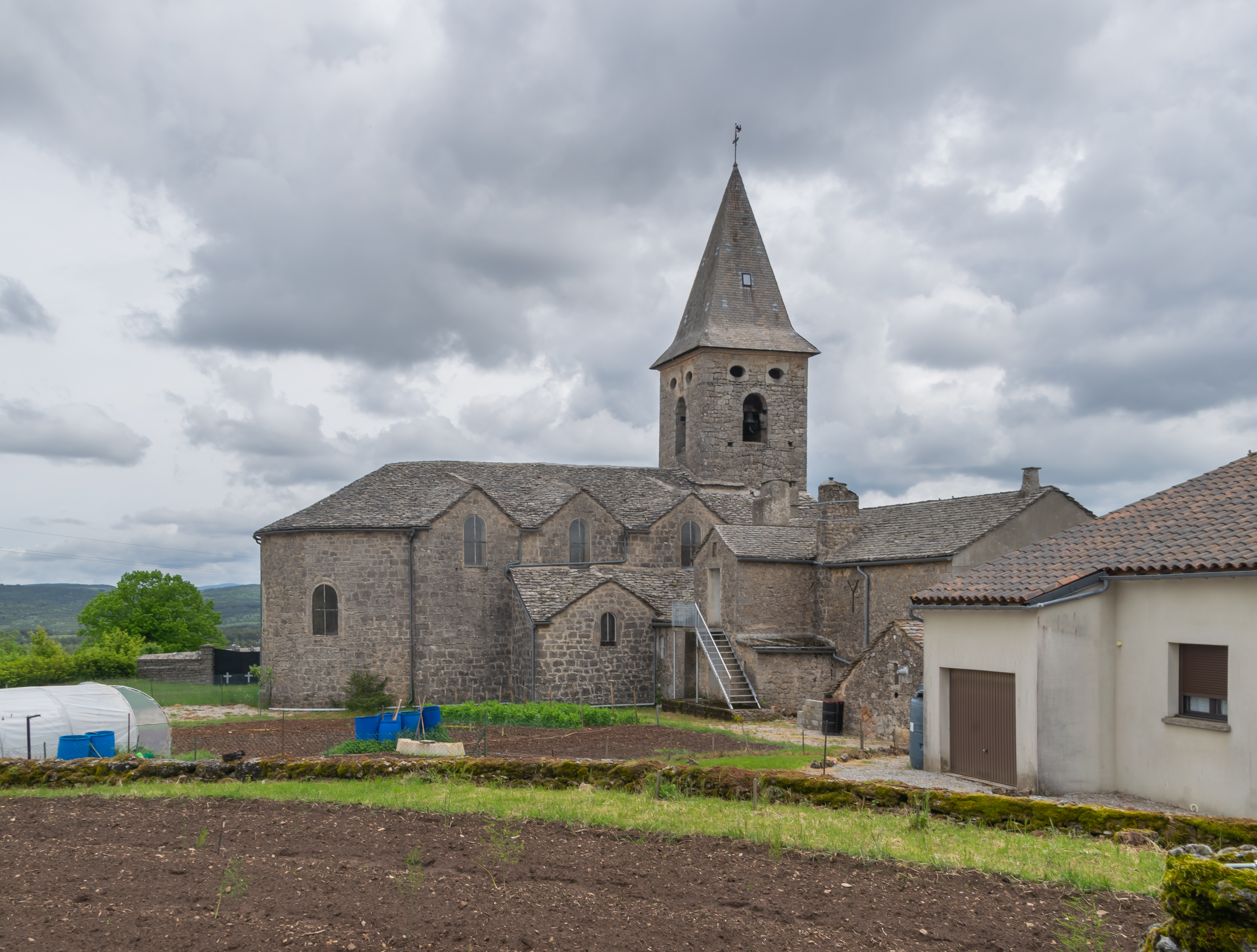
Kirche Saint-André